# Бутенки (Кременчуцький район)
Бутенки́ — село в Україні, у Новогалещинській селищній громаді Кременчуцького району Полтавської області. Населення становить 70 осіб.

## Географія
Село Бутенки знаходиться за 4,5 км від лівого берега річки Псел. На відстані 1,5 км розташовані села Йосипівка та Степівка.

## Історія
12 червня 2020 року, відповідно до розпорядження Кабінету Міністрів України № 721-р «Про визначення адміністративних центрів та затвердження територій територіальних громад Полтавської області», село увійшло до складу  Новогалещинської селищної громади.
19 липня 2020 року, в результаті адміністративно - територіальної реформи та ліквідації Козельщинського району, село увійшло до складу новоутвореного Кременчуцького району.